# 南通市中医院
00°00′00″N 100°00′00″E / 0.00000°N 100.00000°E

南通市中医院，是中华人民共和国江苏省南通市的一所三级甲等医院，創建於1956年，位于南通市崇川区建设路41号。

## 规模
南通市中医院总床位520张，日门诊量840人次。

## 歷史
創建於1956年，